# 绿山省 (利比亚)
綠山省（阿拉伯语：‎）是利比亞的一個省，位於該國東北部，北臨地中海。面積7,800平方公里。2003年人口194,185人。首府贝达。
1. ↑  . General Information Authority of the Government of Libya. 2006. （原始内容存档于6 April 2010）..